# Kosmos 672
Kosmos 672 (ryska: Космос-672) var en flygning i det sovjetiska rymdprogrammet. Farkosten sköts upp med en Sojuz-raket, från Kosmodromen i Bajkonur, 12 augusti 1974. Den återinträdde i jordens atmosfär och landade i Sovjetunionen den 18 augusti 1974.
Det var den andra obemannade testflygningen inför Apollo-Sojuz-testprojektet.